# Église Saint-Julien-des-Ménétriers
L'église Saint-Julien des Ménétriers est une ancienne église de Paris. 

## Situation
Elle était située rue Saint-Martin à l'emplacement de l'actuel no 170.

## Historique
L’hôpital Saint-Julien est fondé en 1328 par deux compagnons ménestriers, l’un lombard, Lappe, l’autre lorrain, Huet, sur un terrain accensé par l’abbesse de Montmartre et une maison voisine, appelée Maison-Dieu, qui abritait des gueux. Les ménestrels qui s’étaient constitués en corporation régulière en 1321, forment en 1331 une confrérie pour poursuivre la construction de l’hôpital, racheter la rente perpétuelle à l’abbesse de Montmartre et édifier une église achevée en 1335. Le portail de l’église était orné de reliefs en pierre figurant des musiciens.
Par ordre de l’archevêque de Paris la chapelle fut transférée en 1644  aux Pères de la doctrine chrétienne avec rattachement du revenu de l’hôpital. Après de multiples procès, les ménestriers furent rétablis dans leurs droits en 1720.

Après un siècle de conflits avec Lulli, les violons du roi, les musiciens de l’opéra, les principaux compositeurs et les instrumentistes les plus en vue se produisant au concert spirituel, au cours duquel la corporation des ménestriers perd ses procès, celle-ci fut supprimée par un édit de février 1776 et ses biens liquidés.
Les années suivantes sont une période de crise pour  la chapelle, au cours de laquelle le chapitre et le curé de Saint-Merry qui prétendent, avec l’accord de l’Archevêque de Paris, inhumer leurs morts dans la chapelle Saint-Julien qui aurait été transformée en charnier après la fermeture du cimetière des Innocents en 1781  se heurtent à la résistance du chapelain.
Le conflit n’était pas résolu lorsque les commissaires de l’ancienne communauté des ménétriers et maîtres à danser font don de la chapelle à la Nation le 17 décembre 1789.
L’hôpital et la chapelle sont vendus puis détruits en 1792.

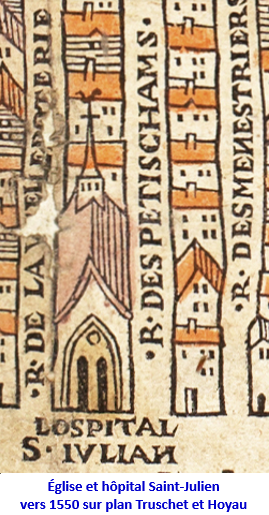
Saint-Julien vers 1550 sur plan Truschet et Hoyau
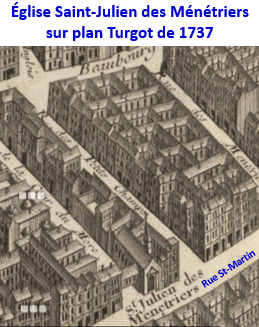
Saint-Julien des Ménestriers en 1737 sur plan de Turgot
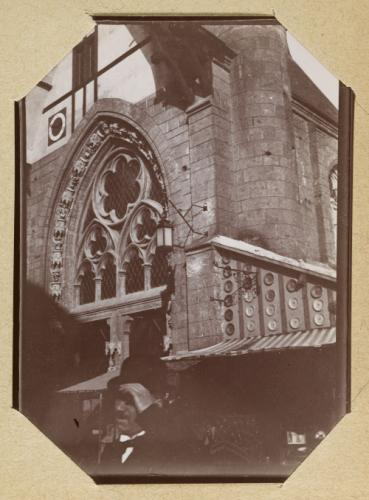
Reconstitution de l’église Saint-Julien des Ménestriers à l’exposition universelle de 1900